# Joshua Paris
Joshua Paris (* 6. März 1996 in London) ist ein britischer Tennisspieler aus England.

## Persönliches
Paris kommt aus dem Londoner Stadtteil Highgate und ist jüdischen Glaubens. Er wurde in London an einer französischen Schule, der renommierten Lycée Français Charles de Gaulle ausgebildet. Er nahm 2013 an der Makkabiade teil.

## Karriere
Zwischen 2011 und 2013 spielte Paris auf der ITF Junior Tour. Je einen Titel im Einzel und Doppel der unterklassigen Kategorie Grade 4 gewann er. In der Junioren-Rangliste erreichte er mit Platz 275 seine höchste Notierung.
Bei den Profis spielte Paris ab 2013 Turniere. Im Einzel war er dort selten erfolgreich. Auf der drittklassigen ITF Future Tour kam er nur 2018 einmal über das Viertelfinale hinaus und schied im Halbfinale aus. Damit stieg er auf sein Karrierehoch von 769 in der Weltrangliste. Seine Erfolge erzielte Paris vor allem im Doppel, wo er 2015 bei seinem allerersten Turnier seinen ersten Future-Titel gewann. Erst vier Jahre später durchbrach er erstmals die Top 1000 der Doppel-Rangliste. 2022 steigerte er sich, indem er vier Futures gewann und in Helsinki auch sein erstes Turnier der ATP Challenger Tour spielte. Sein verbessertes Ranking von Platz 344 Ende 2022 verhalf ihm zu mehr Einsätzen im Folgejahr, wo er in Rome sein erstes Challenger-Halbfinale mit dem Israeli Daniel Cukierman erreichte. Nach mehreren frühen Niederlagen gewann er mit Cukierman im September 2023 ungefährdet den Titel auf Mallorca. Während des Turniers gaben sie keinen Satz ab und mussten in keinem Satz in die Verlängerung. Mit einem weiteren Halbfinale in Ortisei stieg Paris bis Platz 211 in der Rangliste, während er im Einzel seit Ende 2022 an keinen Turnieren mehr teilnahm.

## Erfolge
| Legende (Anzahl der Siege) |
| Grand Slam                 |
| ATP Finals                 |
| ATP Tour Masters 1000      |
| ATP Tour 500               |
| ATP Tour 250               |
| ATP Challenger Tour (3)    |

### Doppel

#### Turniersiege
| Nr. | Datum             | Turnier    | Belag         | Partner          | Finalgegner                          | Ergebnis          |
| --- | ----------------- | ---------- | ------------- | ---------------- | ------------------------------------ | ----------------- |
| 1.  | 2. September 2023 | Mallorca   | Hartplatz     | Daniel Cukierman | N. Sriram Balaji Ramkumar Ramanathan | 6:4, 6:4          |
| 2.  | 6. Januar 2024    | Nonthaburi | Hartplatz     | Arthur Fery      | Pruchya Isaro Maximus Jones          | 6:2, 7:5          |
| 3.  | 22. Februar 2025  | Glasgow    | Hartplatz (i) | Daniel Cukierman | Vasil Kirkov Marcus Willis           | 5:7, 6:4, [12:10] |